# Угерці Мінеральні
Угерці Мінеральні (пол. Uherce Mineralne) — село в Польщі, у гміні Вільшаниця Ліського повіту Підкарпатського воєводства.
Населення — 1334 особи (2011).

## Географія
Село знаходиться в Угерчанській долині біля пасми гір Жуківа. Знаходиться 360 м н.р.м. на кордоні двох регіонів — Бескидів і Перемишлянського Передгір'я. Низ долини складає плоска рівнина висотою 5 м над Сяном, переходячи поволі в пологі схили. В долині тече також річка Вільшанка, притока Сяну і чотири потіка.
Угерці Мінеральні лежать на перетині кількох шляхів — дороги крайової 84 з Ліська до Устриків Долішніх, дороги воєводської 895 на Солину, а також залізниці Загорж-Устрики Долішні-Коростенько-Чирів. Таке положення місцевості дає селу перевагу в сполученні з найближчими містами — Устрики Долішні, Лісько, Сянік, Кросно, Ряшів, і згодом Краків, що дало розвиток інфраструктурі села.

## Назва
На назву села вплинула частина переселенців з-за Карпат — з угорського боку, які колись оселились на цих теренах. В українській мові слово «угерці» походить від назви історичного регіону Угорщина.
У 1977—1981 рр. в ході кампанії ліквідації українських назв село називалося Нова Вєшь (пол. Nowa Wieś).

## Історія
Одне з найстаріших поселень в Бескидах. Імовірно, що поселення було засноване за часів Русі на руському праві.
- 1436 — перша писемна згадка про місцевість — власність роду Кмітів.
- 1437 — згадка про першого солтиса села — Миколу Оріховського.
- 1491 — з цього року село на праві волоському.
- 1520 — згадка про дорогу, яка перетинала село і була однією з головних доріг (з заходу на схід), яка згадувалась ще в 1345, як дорога на Русь:
  - Від Сяніка на схід дорога йшла лівим берегом Сяну в Загож (де з неї виходила дорога до Лупківського перевалу) i Лісько до Угерців, або по правому березі Сяну коло замку Соб'єн і теж до Угерців.
  - Від Угерців дорога на схід йшла долиною річки Вільшанка, a далі після перетину кордону з Перемиською землею, долині річки Стривігор в напрямку до Самбора. Відгалуження її по річці Вільшанка згадано в 1520, як «via publika». В документі зазначено, що Кмітам дається право на стягування мита для утримання дороги в належному стані, так як на ній трапляються чисельні болотисті місця і не всім купцям, обтяжених товарами і сіллю, вдається проїхати по ній.
  - «Великим гостинцем» названо ту дорогу в 1689, коли сеймик постановив стягувати мито в Угерцях на її ремонт.
- 1526 — після запису податку подимного, в селі з'являється млин і корчма.
- 1530 — Угерці — центр греко-католиків. З того часу відома ікона Деісус, яка знаходиться в Художньому музеї м. Львів.
- 1531 i 1536 — двічі згадується, що село має волоське право. Мали 15 i 1 ланів «areae valachicae», 2 млини, 2 корчми і 2 пароха.
- 1579 — з цього року власності ліські, в тому числі Угерці, в управлінні Миколая Гербурта, львівського старости, a з 1580 — в його власності.
  - Гербуртові збудували в селі мурований маєток — «Fortalitium».
- В кінці XVI — поч. XVII ст. — міжусобіці між польськими панами за колишні володіння Кмітів.
- 1672 — останній татарський набіг під керівництвом Нурадін-Султана, в селі залишилось 5 будинків. Село у власності Буковських.
- XVII—XVIII ст. — власники села Малицькі.
- 1710 — зберігся опис люстрації греко-католицької церкви.
- 1754–1757 — в селі збудовано мурований костел з окремою дзвіницею.
- Поч. XIX ст. — власники села Скібінські.
- 1807 — з опису церкви, що проводив священик Лаурецький, відомо, що святиня Свято-Різдва Іоанна Хрестителя, в формі «Грецькій», з одним куполом в центрі, побудована в плані прямокутника з розмірами 12×7 м. В не зразковому стані. Парох писав далі: «в Угерцях є великий дерев'яний вівтар, як столик, але в такому поганому стані, що на нього небезпечно ставити чашу, на ньому є обрах Різдва Христова i cymborium sanctissimum, на вівтярі великому тільки 4 підсвічника».
- 1816 — проведено військовий опис Сяніцької землі після війни з Наполеоном І. Село лічило 575 мешканців в 91 будинку, 141 родин, 1 парох, 1 шляхтич, 1 урядник, 58 чоловіків, пригодних для військової служби, 1 садівник, 11 менше пригодних i 72 непригодних до військової служби, 1 тимчасово звільнений від служби, 1 вдовець з дітьми без опіки, 109 хлопчиків 14 років, 22 хлопців від 15 до 17 років, 259 дівчат, з них — 111 одружених жінок, 175 неодружених жінок i вдів. 3 особи під час перепису не були в селі. Населення мало 8 коней, 56 волів, 131 корів.
- 1834 — збудована нова дерев'яна церква Різдва Св. Іоанна Хрестителя. Парафіяльна, Устрицького деканату. Кількість парафіян: 1872—571, 1890—631, 1918—753, 1938—741.
- 1846 — невдале повстання проти Австрійської імперії, в тому числі на теренах Бескидів.
- З II пол. XIX ст. село у власності Анни Свєйковської.
  - До назви села додається Мінеральні в зв'язку з нетривалим використанням місцевої мінеральної води в лікувальних цілях.
- 1860 — початок функціонування школи. Власник землі Свєйковський подарував морг землі і ліс на будівництво народної школи. Побудовано будинок з залом для навчання і помешканням для вчителя. Перший вчитель — Войцех Потала, після його смерті — Іван Дабровецький.
- 1866 — почались пошукові роботи по добуванню нафти.
- 1870 — перші копальні нафти.
- 1872 — через село прокладена так звана «галицько-угорська» залізнична колія Перемишль — Лупків.
- 1880 — працює 9 нафтових свердловин, добування нафти виросло до 144 тон.
- 1881 — нафтова компанія будує очисний завод.
- 1883 — впроваджено новий «канадський» метод добування нафти.
- 1910 — побудовано перший мурований шкільний будинок — 12×15 м з двома лекційними залами і помешканням для вчителя. До 1920 школа була двокласова, згодом трикласова, а з 1937 шестикласова. В той час керівників шкіл призначали поляків і 90 % викладання було польською мовою (до політики полонізації — 10 %). Місцевий шкільний керівник — Францишек Кава.
- 1921 — в селі 183 будинків і 1043 мешканців (483 греко-католиків, 506 римо-католиків, 44 юдея i 10 протестантів. В палаці мешкало 39 осіб, разом — 1082. Серед них 505 чоловіків i 577 жінок.
- 1930-ті рр. — пацифікація українського населення, впровадження політики полонізації — знущання над українською культурою, мовою і релігією.
- 1933 — село стає центром гміни, в яку входять також села: Бережниця Нижня, Мишківці, Вільшаниця, Орелець, Руденка, Стефкове, Здвижень.
- 1936 — створене Коло Сільських Господарств, яке діє до цього часу.
- 1939 1 січня — в селі було 1410 жителів, з них 750 українців-грекокатоликів, 90 українців-римокатоликів, 510 поляків (за Австрії вживали українську мову), 60 євреїв[2].
- 1939 — в селі діяли наступні організації:
  - русинсько-українські освітнього характеру: москвофільська читальня Качковського, господарчі: кооператив «Наша праця», Кружок сільського господарювання.
  - польські освітнього характеру: читальня, осередок, хор; господарчі: Kółko rolnicze, Kasa Stefczyka, Koło Gospodyń Wiejskich, Przysposobienie Gospodarcze Młodzieży.
  - добровільна пожежна бригада, яка об'єднувала всю громаду.
- 1939 — бої з німцями.
- 1939 29 вересня — окупація радянськими військами, створено колгосп. Районний центр НКВД. Замість солтиса Станіслава Врашковського головою став Антін Черніга. Арештовано і вислано в концтабори 16 родин, подальшу депортацію перервав напад Гітлера на СРСР.
- 1941 — 22 червня — після короткої перерви до села повернулись німці. В палаці організовано Liegenschaft. Пам'ятаючи гарне ставлення до українців з боку Австрійської влади до 1918 року, німців вітали, як союзників. Керівником школи став Шумилович, а солтусом Дмитро Біндас. Польська вчителька — Антоніна Гафтек.
- 1944 — сутички поляків з УПА.
- 1944 — 14 вересня з району Монастирця просувалась 237 дивізія 11 корпусу піхоти 4 українського фронту радянської армії. Спочатку були здобуті Янківці і Вільшаниця.
- 1944 — 15 вересня село було зайняте 276 дивізією Піхоти генерал-майора П. Бєжки.
- 1945 — проводився перепис населення гміни Вільшаниця — в селі при солтисі Франциску Курці мешкало 601 дорослих i 467 дітей (більше половини — українці).
  - до кінця року насильно вигнано на схід до СРСР 316 українців. В селі залишилось 61 родин, разом — 226 осіб.
- 1945 — до гміни Угерці Мінеральні додали громади сіл Бобрки і Заброди.
- 1947 — під час операції «Вісла» насильно виселено на північ Польщі 553 греко-католиків. Святиню Різдва Св. Іоанна Хрестителя було розібрано.
- 1953 — після смерті кривавого диктатора Сталіна уряд Польщі дав дозвіл українцям, яких було виселено під час операції «Вісла», повертатись на свої прадавні етнічні землі, до могил своїх батьків і дідів; скористались цим правом поодинокі люди і родини.

У 1975—1998 роках село належало до Кросненського воєводства.
На старому церковному цвинтарі збереглись 4 могили, серед яких пароха о. Григорія Макара і його дружини (з 30-х рр. ХХ ст.), Ольги Фуканчик (1907—1956), дружини о. Григорія Фуканчика.

## Демографія
Демографічна структура станом на 31 березня 2011 року:
|          | Загалом | Допрацездатний вік | Працездатний вік | Постпрацездатний вік |
| -------- | ------- | ------------------ | ---------------- | -------------------- |
| Чоловіки | 670     | 123                | 463              | 84                   |
| Жінки    | 664     | 125                | 397              | 142                  |
| Разом    | 1334    | 248                | 860              | 226                  |

## Уродженці
- Гелена Васку (1876—?) — польська перекладачка, письменниця, громадська діячка.